# Hana Lundiaková
Hana Lundiaková (* 26. července 1978 Broumov) je česká spisovatelka, písničkářka, výtvarnice, scenáristka, překladatelka a publicistka. Hrála na akordeon v kapelách Rudovous, Tři sestry a na klávesy ve skupině Kaspar von Urbach. V současnosti vystupuje sama nebo s různými spoluhráči (Fanda Holý, kytarista Martin Doležal, trumpetista Jan Vondryska) pod jménem Stinka, pod tímto jménem vydala dvě sólová alba. Jako spisovatelka debutovala v roce 2010 sbírkou povídek Vrhnout. V roce 2012 vyšla novela Černý Klarus. Její román Imago. Ty trubko z roku 2014 byl nominován za prózu na Magnesii Litera 2015. V roce 2021 vyšel jako audiokniha, kterou namluvila Tereza Dočkalová. V roce 2020 vydala autorka román Co je ti do toho a o rok později vyšla próza Hyena. V roce 2024 vydala knihu povídek Planetky. Přispívá do magazínů Uni, A2 či Tvar.

## Literární dílo
- Vrhnout, 2010[3]
- Černý Klarus, 2012[4]
- Imago. Ty trubko, 2014[5]
- Obchod žije! Vzpomínky Anny Wertheimové, 2016[6]
- Co je ti do toho, 2020[7]
- Hyena, 2021[8]
- Planetky, 2024[9]

## Diskografie
- Krrrva!, 2013
- Bído, čau…, 2015
- Neviňátko, 2019